# Azadlıq
Azadlıq (en español: Libertad) es un periódico diario en Azerbaiyán. Es uno de los periódicos más populares en Azerbaiyán.
El periódico fue fundado en 1989, durante la época de la Unión Soviética como un periódico semanal, dos años antes de la independencia de la República de Azerbaiyán. Azadlıq fue fundado por el Frente Popular de Azerbaiyán con el objetivo de la publicación de noticias sin censura en Azerbaiyán Soviética y ahora en la República independiente de Azerbaiyán.
Desde 1996, el periódico se publica 6 veces a la semana.

## Premios
En 2009, el periódico ganó el Gerd Bucerius "Prensa Libre de Europa del Este» (Gerd Bucerius-Förderpreis Freie Presse Osteuropas) en la cantidad de 30.000 euros, con el objetivo de la publicación de noticias sin censura.